# Sedbergh
Sedbergh je naselje trškega značaja in sedež civilne župnije v angleškem okrožju South Lakeland, v grofiji Cumbria Združenega kraljestva, z 2.765 prebivalci.
Civilna župnija Sedbergh poleg naselja obsega večje območje, vključno z zaselki Millthrop, Catholes, Marthwaite, Brigflatts, High Oaks, Howgill, Lowgill in Cautley, južnim delom gričevja Howgill Fells in zahodnim delom gričevja Baugh Fell.

## Lega in opis
Sedbergh se nahaja severozahodno od Leedsa, 45 km severovzhodno od Lancastra na severozahodni obali Anglije, 16 km vzhodno od Kendala ter približno 16 km severno od Kirkby Lonsdalea, znotraj narodnega parka Yorkshire Dales. Precej razloženo naselje se razteza pod vznožjem razbrazdanega gričevja Howgill Fells, na desnem bregu reke Rawthey, ki se tri kilometre pod naseljem izliva v reko Lune.

## Zgodovina
Sedbergh se v pisnih virih prvič omenja v rokopisu Domesday Book (lat. Liber de Wintonia), to je splošnem imovinskem popisu, ki je bil sestavljen kakšnih dvajset let po normanski osvojitvi Anglije leta 1066.
Župnijska cerkev v Sedberghu, posvečena sv. Andreju, izvira iz 12. stoletja (okoli 1131), vendar je bila kasneje večkrat prezidana. Vsaj še ena hiša v naselju je bila zgrajena v 14. stoletju. 
Ruševine lokalnega gradu Castlehaw tipa mota naj bi izvirale iz anglosaškega obdobja. Skozi zgodovino je bil Sedbergh del okrožja Ewecross v grofiji Yorkshire, med letoma 1894 in 1974 pa je bil sedež lastnega podeželskega okrožja. Leta 1974 je postal del nove grofije Cumbria.
Pomembna dejavnost prebivalcev je bila poleg kmetijstva tudi ovčereja in predelava volne v prejo v lokalnih predilnicah. Domačini so doma tudi pletli ter izdelovali oblačila, kot so kape in rokavice, te pa prodajali rudarjem severovzhodne Anglije.

## Gospodarstvo in ekonomija
Sedbergh je od leta 2003 eno od uradnih krajev knjige (Book Town) v Združenem kraljestvu, poleg waleškega Hay-on-Wye in Wigtowna na Škotskem. Četudi je manjši od obeh, je v Sedberghu več neodvisnih knjigarn in prodajaln knjig, v različnih lokalih pa tudi knjigobežnic. 

Poleg šolstva in mikro ter srednjih podjetij imajo v lokalni ekonomiji pomemben delež tudi kmetijstvo, trgovina, gostinstvo in čedalje bolj turizem, ki je razcvet doživel, odkar so Sedbergh predstavili v televizijski seriji BBC z naslovom The Town that Wants a Twin (v dvanajstih delih, januarja in februarja 2005), v kateri so prebivalci za pobrateno mesto Sedberga izbrali Zreče.
Leta 2001 je v Sedberghu in okolici izbruhnila virusna bolezen slinavka in parkljevka, zaradi katere se je drastično zmanjšala prireja domačih živali. Ker je živinoreja nazadovala, odtlej Sedbergh promovirajo kot destinacijo za pohodnike in sprehajalce. Leta 2015 je bil Sedbergh sprejet v skupino Walkers are Welcome (popotniki dobrodošli).
Lokalno golfišče se nahaja na Catholes-Abbott Holme.

## Znamenitosti
- zgodovinska industrijska dejavnost je predstavljena v Farfield Millu v bližini Sedbergha[9], kjer je v nekdanji tovarni volne iz 1836 v muzejski postavitvi na ogled industrijska oprema, pa tudi delavnice in izdelki lokalnih obrtnikov ter umetnikov.

## Galerija
- Župnijska cerkev sv. Andreja
- Glavna ulica
- Brigflatts Meeting House
- Cross Keys Temperance Inn je 400 let stara pivnica
- Farfield Mill iz 1836
- knjigarna Westwood Books

## Promet
Do zgraditve lokalne Ingletonske železnice leta 1861, je bilo to dokaj samotno naselje dostopno zgolj po lokalnih cestah ali peš, preko strmih gričev. Železniška povezava z Sedberghom je obratovala od 1861 do 1954, proga je bila odstranjena leta 1967.

## Mednarodne povezave
- Zreče

Sedbergh je od leta 2005 pobraten s Zrečami. Prebivalci Sedbergha so namreč Zreče izbrali med več kandidati v sklopu BBC-jeve dokumentarne serije The Town That Wants A Twin.